# Camp de Tsuchiura
Le camp de Tsuchiura est un camp militaire de la Force terrestre d'autodéfense japonaise.

## Géographie
Le camp se situe dans la préfecture d'Ibaraki.

## Utilisation
Le camp est ouvert au public et propose une collection de chars,.